# Солана, Моисес
Моисе́с Сола́на Арсинье́га (исп. Moisés Solana Arciniega, 26 декабря 1935 года — 27 июля 1969 года), более известный как Моисе́с Сола́на  (также часто упоминаемый как Мойзес или Мойсес) — мексиканский автогонщик, участник чемпионата мира Формулы-1.

## Интересные факты
Он был первым гонщиком в Формуле-1, который стартовал в гонке (своём дебютном Гран-при) под номером 13, который по традиции не использовался в Формуле-1. Следующим таким гонщиком стала Дивина Галица, которая была заявлена под номером 13 в Гран-при Великобритании 1976 года, но не стартовала в гонке. В 2014 году номер 13 в качестве своего личного номера выбрал Пастор Мальдонадо.

## Результаты гонок в Формуле-1
| Легенда к таблице |                                                                    |
| --- | ------------------------------------------------------------------ |
| В таблице перечислены результаты всех Гран-при Формулы-1, в которых принимал участие гонщик. Строками таблицы являются сезоны, столбцами — этапы чемпионата мира. В каждой клетке указаны сокращённое название этапа и результат, дополнительно обозначенный цветом. Расшифровка обозначений и цветов представлена в нижеследующей таблице. |                                                                    |
| \| Пример \| Описание \| \| ------------ \| ------------------------------------------------------------------ \| \| 1 \| Победитель \| \| 2 \| Второе место \| \| 3 \| Третье место \| \| 5 \| Финишировал, заработав очки \| \| Сход \| Не финишировал, но при этом заработал очки \| \| 12 \| Финишировал, не получив очков \| \| НКЛ \| Финишировал, но не попал в финальную классификацию \| \| 15 \| Участвовал вне зачёта, либо по отдельной классификации \| \| 18 \| Не финишировал, но попал в финальную классификацию \| \| Сход \| Не финишировал \| \| НКВ \| Не прошёл квалификацию \| \| НПКВ \| Не прошёл предквалификацию \| \| ДСК \| Дисквалифицирован \| \| ИСК \| Исключён из протокола соревнований \| \| ТТ \| Заявлен для участия только в тренировках \| \| НС \| Участвовал в квалификации, но не стартовал в гонке \| \| Т \| Травмирован или болен \| \| ОТК \| Отказ от участия \| \| НТР \| Прибыл на соревнования, но на трассу не выезжал \| \| НПР \| Был заявлен в числе участников, но не прибыл к началу соревнований \| \| О \| Соревнования отменены \| \| \| Не участвовал \| \| Поул-позиция \| \| \| Быстрый круг \| \| |                                                                    |
| Пример | Описание                                                           |
| 1 | Победитель                                                         |
| 2 | Второе место                                                       |
| 3 | Третье место                                                       |
| 5 | Финишировал, заработав очки                                        |
| Сход | Не финишировал, но при этом заработал очки                         |
| 12 | Финишировал, не получив очков                                      |
| НКЛ | Финишировал, но не попал в финальную классификацию                 |
| 15 | Участвовал вне зачёта, либо по отдельной классификации             |
| 18 | Не финишировал, но попал в финальную классификацию                 |
| Сход | Не финишировал                                                     |
| НКВ | Не прошёл квалификацию                                             |
| НПКВ | Не прошёл предквалификацию                                         |
| ДСК | Дисквалифицирован                                                  |
| ИСК | Исключён из протокола соревнований                                 |
| ТТ | Заявлен для участия только в тренировках                           |
| НС | Участвовал в квалификации, но не стартовал в гонке                 |
| Т | Травмирован или болен                                              |
| ОТК | Отказ от участия                                                   |
| НТР | Прибыл на соревнования, но на трассу не выезжал                    |
| НПР | Был заявлен в числе участников, но не прибыл к началу соревнований |
| О | Соревнования отменены                                              |
| | Не участвовал                                                      |
| Поул-позиция |                                                                    |
| Быстрый круг |                                                                    |

| Сезон | Команда              | Шасси      | Двигатель    | Ш | 1   | 2   | 3   | 4   | 5   | 6   | 7   | 8   | 9        | 10       | 11       | 12       | Место | Очки |
| ----- | -------------------- | ---------- | ------------ | - | --- | --- | --- | --- | --- | --- | --- | --- | -------- | -------- | -------- | -------- | ----- | ---- |
| 1963  | Scuderia Centro Sud  | BRM P57    | BRM V8       | D | МОН | БЕЛ | НИД | ФРА | ВЕЛ | ГЕР | ИТА | США | МЕК 11   | ЮАР      |          |          | —     | 0    |
| 1964  | Team Lotus           | Lotus 33   | Climax V8    | D | МОН | НИД | БЕЛ | ФРА | ВЕЛ | ГЕР | АВТ | ИТА | США      | МЕК 10   |          |          | —     | 0    |
| 1965  | Team Lotus           | Lotus 25   | Climax V8    | D | ЮАР | МОН | БЕЛ | ФРА | ВЕЛ | НИД | ГЕР | ИТА | США 12   | МЕК Сход |          |          | —     | 0    |
| 1966  | Cooper Car Company   | Cooper T81 | Maserati V12 | F | МОН | БЕЛ | ФРА | ВЕЛ | НИД | ГЕР | ИТА | США | МЕК Сход |          |          |          | —     | 0    |
| 1967  | Team Lotus           | Lotus 49   | Ford V8      | F | ЮАР | МОН | НИД | БЕЛ | ФРА | ВЕЛ | ГЕР | КАН | ИТА      | США Сход | МЕК Сход |          | —     | 0    |
| 1968  | Gold Leaf Team Lotus | Lotus 49B  | Ford V8      | F | ЮАР | ИСП | МОН | БЕЛ | НИД | ФРА | ВЕЛ | ГЕР | ИТА      | КАН      | США      | МЕК Сход | —     | 0    |